# Episodi di Gunslinger
| nº | Titolo originale           | Prima TV USA     |
| -- | -------------------------- | ---------------- |
| 1  | Border Incident            | 9 febbraio 1961  |
| 2  | The Hostage Fort           | 16 febbraio 1961 |
| 3  | Appointment in Cascabel    | 12 febbraio 1961 |
| 4  | The Zone                   | 2 marzo 1961     |
| 5  | Rampage                    | 16 marzo 1961    |
| 6  | The Recruit                | 23 marzo 1961    |
| 7  | Road of the Dead           | 30 marzo 1961    |
| 8  | Golden Circle              | 13 aprile 1961   |
| 9  | The Diehards               | 20 aprile 1961   |
| 10 | Johnny Sergeant            | 4 maggio 1961    |
| 11 | The Death of Yellow Singer | 11 maggio 1961   |
| 12 | The New Savannah Story     | 18 maggio 1961   |

## Border Incident
- Titolo originale: Border Incident
- Diretto da:
- Scritto da:

### Trama
- Guest star: George Kennedy (sceriffo)
- Altri interpreti: Royal Dano (El Señor), Fay Spain (Martha), Roy Barcroft (Taggert), Myron Healey (Carger), Russ Bender (Hanton), Edward Faulkner (Corporal), Lane Chandler (Town Marshal), Ana Maria Majalca (Señorita).

## The Hostage Fort
- Titolo originale: The Hostage Fort
- Diretto da:
- Scritto da:

### Trama
- Guest star: Jack Elam (Clint Gannet)
- Altri interpreti: Jean Engstrom (Mrs. Barnes), Raymond Guth (Floyd Braden), Stafford Repp (Simon Hess), Ron Soble (Steve Summers), Charles Tannen (Royce), Vaughn Taylor (Matt Calvin).

## Appointment in Cascabel
- Titolo originale: Appointment in Cascabel
- Diretto da: Andrew V. McLaglen
- Scritto da:

### Trama
- Guest star: Anthony Caruso (Manuel Garcia)
- Altri interpreti: Charlita (Soledad), Sarita Vara (Concepcion Garcia), Roberto Contreras (Tomas), C. Lindsay Workman (Fisher), Pepe Hern (Dias), Paul Fierro (Ruiz), Rick Vallin (Rodolfo), Barry Cahill (caporale).

## The Zone
- Titolo originale: The Zone
- Diretto da:
- Scritto da:

### Trama
- Guest star: Harry Dean Stanton (Stacey)
- Altri interpreti: Addison Richards (John Pearson), Ernest Sarracino (Armando Rojas), Charles E. Fredericks (Jake Forsythe), Sandy Kenyon (Willoughby), Ann Graves (Lucy Pearson), Terry Frost (Hodgins), Steve Harris (Sam), Mason Curry (Williams).

## Rampage
- Titolo originale: Rampage
- Diretto da: Andrew V. McLaglen
- Scritto da:

### Trama
- Guest star: Allen Jaffe (Waldhorn)
- Altri interpreti: Jock Mahoney (Halsey Roland), Lew Gallo (Pete Jenks), Steve Mitchell (caporale Blaney), Zon Murray (Hix), Theodore Newton (Dave Cameron), Jan Shepard (Constance Cameron Jenks).

## The Recruit
- Titolo originale: The Recruit
- Diretto da: Andrew V. McLaglen
- Scritto da:

### Trama
- Guest star: John Howard (Marcus Tollman)
- Altri interpreti: Stanley Clements (caporale Sebastian), Gene Evans (sergente Croft), Ron Hagerthy (Trooper Gurney), Jay Silverheels (indiano Hopi), Jan Stine (Trooper Williams).

## Road of the Dead
- Titolo originale: Road of the Dead
- Diretto da:
- Scritto da:

### Trama
- Guest star: Norman Leavitt (impiegato alla banca).
- Altri interpreti: Mari Blanchard (Contessa Maria del Aguilar), Paul Lambert (Paul Pritchard aka Pablo Hernando de Peralta), Carlos Romero (colonnello Delgado), Hugh Sanders (Marshal), Hardie Albright (Barber), Jackie Searl (Dorcas), Jan Arvan (Jiminez), Abel Franco (Tomas), Robert Bice (Sceriffo), Madeleine Holmes (zia Serafina), Dehl Berti (Delgado's Aide).

## Golden Circle
- Titolo originale: Golden Circle
- Diretto da:
- Scritto da:

### Trama
- Guest star: Buddy Ebsen (Jed Spangler).
- Altri interpreti: Pamela Britton (Peggy Morgan), John Hoyt (Shubel Morgan), Milton Frome (barista), Jay Jostyn (Warden), Tyler McVey (Harris), Byron Morrow (Sceriffo), William Tannen (Ben Tracy).

## The Diehards
- Titolo originale: The Diehards
- Diretto da: Jesse Hibbs
- Scritto da: Albert Aley

### Trama
- Guest star: Arlene Martel (Laurie, con il nome Arline Sax).
- Altri interpreti: Lloyd Corrigan (dottor Bennet), William Boyett (Roy Jessup), Bob Turnbull (Corp. Silas), William B. Corrie (tenente Wilcox), Quintin Sondergaard (messaggero).

## Johnny Sergeant
- Titolo originale: Johnny Sergeant
- Diretto da: Andrew V. McLaglen
- Scritto da:

### Trama
- Guest star:
- Altri interpreti: Peter Adams (Beau Dunning), Hal Baylor (Big Red), Phyllis Coates (Teresa Perez), Harry Ellerbe (Clay), Jock Gaynor (Johnny Sergeant), Duane Grey (Luke), Don C. Harvey (Ben Rawlings), William Schallert (tenente Gilmore), Sonya Wilde (Tani).

## The Death of Yellow Singer
- Titolo originale: The Death of Yellow Singer
- Diretto da:
- Scritto da:

### Trama
- Guest star: Barbara Luna (Elise).
- Altri interpreti: Henry Brandon (Two Bows), Edward Colmans (Don Galarzo), Bob Gunderson (Mangus), Eddie Little Sky (Navajo), Celia Lovsky (Aunt Kayenta), Vitina Marcus (Clea), Michael Morgan (Wounded Face).

## The New Savannah Story
- Titolo originale: The New Savannah Story
- Diretto da:
- Scritto da:

### Trama
- Altri interpreti: Jim Davis (Jeb Crane), Dorothy Green (Ella St. Clair), Anne Helm (Ruth St. Clair), Ron Hagerthy (Phil Nevis), Frank DeKova (Don Ignacio Alesandro), William Vaughan (Bart Myrick), Otto Waldis (Hans Kroeger), Miguel Ángel Landa (Raul).